# René Chávez
Jorge René Chávez Silvano (San Lorenzo, Loreto, 9 de enero de 1981) es un médico y político peruano. Es el actual gobernador regional de Loreto, desde el 1 de enero del 2023, y fue alcalde de la provincia de Datem del Marañón desde enero del 2015 hasta diciembre del 2018.

## Biografía
Nació en la ciudad de San Lorenzo, ubicado en el departamento de Loreto, el 9 de enero de 1981. Es hijo de Jorge Belizario Chávez Chichipe y Elsa Silvano Pérez.
Cursó sus estudios primarios y secundarios en su localidad natal. Entre 2000 y 2001 cursó estudios técnicos de computación en la ciudad de Lima y, entre 2004 y 2010, estudios superiores de medicina humana en la Escuela Latinoamericana de Medicina en Cuba.

## Carrera política

### Alcalde de Dantem de Marañón
Su primera participación política fue en las elecciones municipales del 2014 cuando fue elegido como alcalde de la provincia de Datem del Marañón por el Movimiento Integración Loretana. Tras su gestión, participó de las elecciones regionales del 2018 como candidato al Gobierno Regional de Loreto por el mismo movimiento político sin éxito.

### Gobernador Regional de Loreto
En las elecciones regionales del 2022, Chávez volvió a postular al Gobierno Regional de Loreto como miembro del partido Somos Perú y luego resultó elegido como el nuevo gobernador regional de Loreto, venciendo a Jorge Mera del Movimiento Esperanza Región Amazónica, para el periodo 2023-2026.